# Miroslav Boháček
Miroslav Boháček (10. září 1899 Praha – 12. ledna 1982 Praha) byl český právník a kodikolog, profesor římského práva na právnické fakultě Univerzity Komenského a právnické fakultě Univerzity Karlovy, později pracovník komise Československé akademie věd pro soupis a studium rukopisů.

## Život a působení
Jeho otcem byl zahradník v zemském ústavu pro choromyslné, měl ještě tři bratry a sestru. Miroslav studoval na gymnáziu v Žitné ulici a na klasickém gymnáziu v Resslově ulici v Praze, poté se zapsal na českou právnickou fakultu. Už během studií se začal velmi zajímat o římské právo, nenavštěvoval pouze přednášky profesorů Heyrovského a Vančury, ale také papyrologický seminář profesora San Nicolò na německé právnické fakultě a díky stipendiu mohl jeden semestr strávit na univerzitě v italském Palermu, kde přednášel např. profesor Riccobono. Zároveň pracoval jako odborný asistent ve fakultní knihovně, v níž zůstal i po absolutoriu a získání doktorátu práv roku 1923. O tři roky později se v oboru římského práva habilitoval a začal o něm přednášet. Publikoval např. studie Římské právní prvky v právní knize brněnského písaře Jana (1924) nebo Ademptio legati (1925).
Mimořádným profesorem a ordinářem římského práva se Miroslav Boháček stal už v roce 1927 na bratislavské právnické fakultě, kde přednášel i o mezinárodním právu soukromém. Zde začal vydávat sérii učebních textů Nástin přednášek o právu římském a učil např. Štefana Lubyho nebo Karola Rebra. Roku 1933 se vrátil do Prahy, jmenování řádným profesorem římského práva překazila krize konce 30. let, takže se jím stal až roku 1945. Z doby předválečné pochází jeho monografie Actio negatoria (1938), vědecky činný byl ale i za okupace. Doba po válce však už římskoprávním studiím příliš nepřála, navíc musel v roce 1949 z fakulty odejít.
V roce 1952 získal místo v historickém ústavu a po dvou letech přešel do komise pro soupis a studium rukopisů Československé akademie věd, kde zůstal až do odchodu do důchodu. Pracoval zde mj. s právním historikem a bývalým děkanem brněnské právnické fakulty Františkem Čádou. Spolu zpracovávali soupisy rukopisů různých zámeckých a jiných státních knihoven, významný soupis olomoucké univerzitní knihovny byl však nakonec vydán až dlouho po jejich smrti. Boháček také redigoval sborník Studie o rukopisech a odborně se navíc věnoval dějinám Univerzity Karlovy a stále římskému právu, zejména jeho vlivům na českém území.